# Rozšířená periodická tabulka
Rozšířená periodická tabulka je logické rozšíření základní periodické tabulky chemických prvků o zatím neobjevené chemické prvky. První model takové tabulky byl představen Glennem Seaborgem roku 1969. Všechny neobjevené chemické prvky jsou pojmenované podle systematického názvosloví Mezinárodní unie pro čistou a užitou chemii (IUPAC).

## Historický vývoj

### Seaborgův model
První model rozšířené tabulky byl vytvořen Glennem Seaborgem v roce 1969. Byl postaven na základě výstavbového principu s předpokladem platnosti Madelungova pravidla i pro další periody. Záhy se ale objevily spekulace, že je model podle výstavbového principu chybný a že se zde vyskytne řada odchylek od Madelungova pravidla. V souvislosti s tímto modelem vznikly i pojmy blok g a superaktinoidy. Seaborg měl také jisté pochybnosti o možnosti objevu prvků nad určitou hranici protonového čísla (cca 126). Ty však byly později vyvráceny.

### Frickeho model
Burkhard Fricke, Walter Greiner a James Thomas Waber provedli v letech 1969-1971 řadu podrobných kvantově-mechanických výpočtů se započtením relativistických efektů, díky nimž předpověděli budoucí vývoj periodické tabulky do prvku 172. V tom samém roce ještě zanalyzovali výpočty jiných vědců a spekulativně předpověděli pokračování rozšířené periodické tabulky až do prvku 184. Oproti Seaborgovu modelu se nový návrh lišil tím, že přidával dva další prvky do bloku g, ten tedy v 8. periodě obsahoval 20 prvků a všechny prvky od prvku 139 byly posunuty o dvě místa dále. Další změnou bylo přesunutí prvků od prvku 165 do 9. periody, přičemž první dva prvky 9. periody (prvky 165 a 166) patřily do bloku s, další prvky až po prvek 172 patřily do bloku p.
Podle analýzy výpočtů a spekulací jiných vědců pak předpověděli pravděpodobné vlastnosti prvků až po prvek 184. Podle jejich studie by prvky 173-184 pravděpodobně patřily do bloku g. Ve svých pracích také začali předpovídat pravděpodobné ostrovy stability, tedy skupiny prvků v tabulce okolo jednoho určitého prvku vyznačující se oproti ostatním nově objeveným prvkům vysokou stabilitou a výjimečnými fyzikálními vlastnostmi. I zde se objevily spekulace o možném konečném prvku 175, i ty však byly autory samotnými vyvráceny.

### Pyykkö model
Pekka Pyykkö navázal na práci Frickeho a spol. a roku 2011 provedl další řadu podrobných kvantově mechanických výpočtů, pomocí kterých předpověděl budoucí vývoj periodické tabulky do prvku 172. Oproti Frickeho modelu se tento návrh lišil tím, že inkriminované prvky 139 a 140 vyňal z řady a přesunul je na začátek bloku p, blok g tedy v 8. periodě měl zpátky 18 prvků podle výstavbového principu, ale na prvek 138 v řadě přímo navazoval prvek 141. Další změnou pak bylo přesunutí prvků od prvku 169 zpět do 8. periody.